# Theodo III
Theodo III of Theudebert was hertog van de Bajuwaren uit Beieren over de regio Salzburg van 717 tot 719.

## Biografie
Theodo III was een van de vier zonen van hertog Theodo II. Tijdens zijn leven had Theodo II het land reeds opgesplitst in vier, voor elke zoon een deelgebied. Na zijn dood brak een troonstrijd uit. In 719 was Grimoald II de enige overlevende.
Hij wilde - in navolging van de Liutprand van de Longobarden - van zijn heidense hertogdom een christelijk land maken, maar tegelijkertijd voorkomen dat het daarmee in Frankische handen zou geraken. Hij was de eerste hertog die van Beieren een machtfactor van belang zou maken en daarmee een hinderpaal voor Frankische expansie. In 716 ging hij op bezoek in Rome en vroeg paus Gregorius II om missionarissen. De paus had daar wel oren naar omdat het ook zijn positie versterken zou.
Zijn zoon Hugbert zette de strijd verder, en met hulp van Karel Martel verdreef hij Grimoald en werd zo alleenheerser over het hertogdom Beieren.